# Milesi (Irlanda)
Nella mitologia irlandese, i milesi o figli di Míl Espáine furono l'ultimo dei popoli che invasero l'Irlanda, coincidenti con i Celti di lingua goidelica.

## Il mito
Il Libro delle invasioni (Lebor Gabála), probabilmente scritto nell'XI secolo, descrive l'origine delle popolazioni gaeliche. Sotto la guida di Galamh o Golam (detto Míl Espáine, cioè il soldato di Spagna), un discendente di Jafet, figlio di Noè, gli antichi gaelici lasciarono la Scizia (odierna Russia meridionale). Da qui essi passarono in Egitto: presso la corte di Amenofi, Galamh sposò la figlia del re, Scota. Quando poi il faraone annegò nelle acque del Mar Rosso, Galamh e la sua gente incominciarono a vagare per molti anni prima di conquistare la penisola iberica (odierni Portogallo e Spagna), dove fondarono la città di Brigantia.

Stando alle profezie, i discendenti di Galamh avrebbero dominato l'Irlanda. Galamh, però, non raggiunse mai l'isola, dato che morì in Gallaecia, l'odierna Galizia. Durante il viaggio, lo zio di Galamh, Íth, avvistò dalla sua nave l'Irlanda: giuntovi, venne ucciso dai tre re locali (membri dei Túatha Dé Danann). Per vendicarlo, otto figli di Galamh (i "Milesi") e nove fratelli di Íth lasciarono le loro terre (forse nell'odierna regione di Bayonne, nei Paesi Baschi) e invasero l'Irlanda.

Essi arrivarono durante la festa di Beltane, sotto la guida del figlio di Galamh, Amergin. I milesi sconfissero i Tuatha Dé Danann e presero la città di Tara, che divenne la loro capitale. Lungo il cammino incontrarono le dee Ériu, Banba e Fódla, a cui promisero che l'isola sarebbe stata battezzata con il nome della dea che avrebbe aiutato gli invasori durante la loro conquista. A sostenerli con il suo consiglio fu Ériu, cosicché l'Irlanda ne prese il nome (come testimoniato dall'odierna forma "Eire"). Dopo che i Tuatha Dé Danann furono sconfitti nella battaglia di Tailtiu, si arrivò a una tregua: i milesi avrebbero ottenuto le terre alla luce del sole, mentre ai Tuatha Dé Danann sarebbe spettato il dominio del mondo sotterraneo.

Éremon, uno dei figli di Galamh, diventò il re dell'Irlanda settentrionale e un altro figlio, Éber Finn, diventò re della parte meridionale. Qualche tempo dopo si scatenò una guerra fra i due: Éber Finn perì in battaglia, cosicché Éremon diventò l'unico signore dell'isola.

## Terminologia
Il termine milesi deriva dall'inglese milesians, a sua volta basato sul nome del presunto antenato, Míl.

## Genealogia dei re Milesi
```
                                                                             
Breogán

                                                                                |
                                                       _________________________|_________________________
                                                       |                                                 |
                                                     Bile                                               Íth
                                                       |                                                 |
                                                     Galav                                             Lugaid
                                                     (
Míl
)                                               |
                                _______________________|___________________                         _____|_____
                                |     |      |      |    |       |        |                         |         |
                        
Éber Donn
   
Eber
 
Amergin
  Ír  Colpa  Arannan 
Eremon
                    Eoinbric    Mal
                                    
Finn
            |                     |                         |         |
                            __________|_______      |       ______________|____________             |         |
                            |   |     |      |      |       |      |     |      |     |             |         |
                           
Ir
 
Orba
 
Fearon
 
Ferga
    Eber 
Muimne
 
Luigne
 
Laigne
 Palap 
Irial
        Riaglan    Edaman
                                                    |                               
Fáith
           |         |
                                       _____________|______________                   |             |         |
                                       |                          |                   |             |         |
                                     Ebric                     
Conmáel
             
Eithrial
     Sithchenn   Congal
                        _______________|______                    |                   |             |         |
                        |        |           |                    |                   |             |         |
                     Airtre   
Cearmna
    
Sobhairce
             
Eochaid
              Follach     Mairtine    Dáire
                        |                                    
Faebar Glas
              |             |         |
                        |                                 _______|_______             |             |         |
                        |                                 |             |             |             |         |
                       Art                              Nuada        Mofemis      
Tigernmas
      Rothlan   
Eochaid

                        |                                 |             |             |             |      
Étgudach

                     
Sedna
 1                            Glas         
Eochaid
       Enboth         Flann
                        |                                 |           
Mumho
           |           Ruadh
                        |                                 |             |             |             |
                     
Fiacha
                             Rossa         
Enna
        Smirgull        Ailill
                   
Finscothach
                            |         
Airgthech
         |             |
                        |                                 |                           |             |
                     
Ollamh
                         Roithechtaig                   
Fiacha
         Fionn
                     
Fodhla
                               |                      
Labhrainne
         |
                ________|_____________________            |                           |             |
                |         |        |         |            |                           |             |
            
Fínnachta
 
Slánoll
   
Gedhe
    Cairbre        Fer                       
Aengus
        
Eochaid

                |         |    
Ollgothach
    |          Arda                      
Olmucada
       
Apthach

             
Fiacha
    
Ailill
      |         |            |                           |
           
Finnailches
         
Bearnghal
  Labraid        Cas                   
Roitheachtaigh
 1
                                             |         Clothach                       |
                                             |            |                           |
                                          Bratha     
Muineamhón
                      Dian
                                             |            |                           |
                                           
Fionn
    
Faildeargdoid
                   
Sírna

                                             |            |                           |
                                          
Sirlám
         Cas                        Ailill
                                             |      Cétchaingnech                  Olchaoin
                                             |            |                           |
                                        
Airgeatmhar
     Failbe                    
Giallchaidh

             ________________________________|            |                           |
             |        |         |            |            |                           |
           Fomor   Finntan    Deman       Badarn        Roan                        
Nuadat

             |        |         |            |            |                        
Finnfail

             |        |         |            |            |                           |
            Dub   
Cimbáeth
   
Díthorba
       
Áed
   
Roitheachtaigh
 2                  Áedan
             |                             
Ruad
           |                          Glas
             |                               |            |                           |
          Sithrige                  
Macha Mong Ruad
        
Elim
                        
Simeon

             |                                     
Oillfinshneachta
                  
Breac

             |                                            |
          
Rudraige
 2                                     
Art

     ________|______________________________           
Imleach

     |       |         |         |         |              |
   Ginga   
Bresal
    Ross     
Congal
      Cas             |
     |    
Bódíbad
    Ruad   
Clairinech
     |          
Breisrigh

     |                 |                   |              |
    Capa            Connra              
Fachtna
        Sedna 2
     |                 |                
Fáthach
           |
     |                 |                                  |
  Fachtna            
Éllim
                              
Duach

     |                                                  
Finn

     |                                          __________|_____________
     |                                          |                      |
    Cas                                     
Muireadach
                
Enda

     |                                       
Bolgrach
                
Dearg

     |                    ______________________|                      |
     |                    |                     |                      |
    Cas                
Fiacha
                 Duach                  
Lugaid

 Trillsech            
Tolgrach
               Temrach                
Iardonn

     |                    |               ______|______                |
     |                    |               |           |                |
  
Amergin
               
Duach
          
Eochaid
    
Conaing
           
Eochaid

     |                
Ladhgrach
       
Fiadmuine
 
Begeaglach
        
Uaircheas

     |                    |                                            |
     |                    |                                            |
  
Conall
               Eochaid                                      
Lugaid

 
Cernach
               Buadach                                     
Lámdearg

     |              ______|______                                      |
     |              |           |                                      |
   Irial         
Úgaine
    
Badbchaid
                                  Art
  Glunmar          
Mor
                                                 |
     |          ____|_________________________                         |
     |          |                            |                         |
  Fiachna    
Lóegaire
                     
Cobthach
                   
Ailill

 Finnamnas     
Lorc
                      
Cóel Breg
                   
Finn

     |          |                            |                         |
 Muireadach  Ailill                       
Meilge
                    
Eochaid
              (
Fir Bolg
)
     |        Áine                       
Molbthach
                     |                      |
     |          |                            |                         |                      |
 Finnchad    
Labraid
                      
Irereo
                    
Lugaid
                  Rinnal
     |      
Loingsech
                        |                      
Laigde
                 Dagarmag
     |          |                            |                         |                      |
Giallchaidh   Ailill                      
Connla
                   
Rechtaid
                Erndolb
   Fionn      Bracan                       
Cáem
                     
Rígderg
                   |
     |          |                            |                         |                      |
  Cathbad    
Aengus
                       
Ailill
                   Cobthach                 Oiris
     |       
Ollamh
                    
Caisfhiaclach
                 Cáem                 Eclonnach
     |          |                            |                         |                      |
 Rochruide   Bresal                       
Eochaid
                   
Mog Corb
               Luaigne
     |        Brec                      
Ailtleathan
                    |                   Laidcinn
     |          |                   _________|_____________            |                      |
     |          |                   |          |          |            |                      |
    
Mal
      
Fergus
               
Aengus
    Ederscél    Fiacha      
Fer Corb
                 Tat
            
Fortamail
            
Tuirmech
   Temrach    Fer Mara        |                  Tetmanach
                |                   |          |          |            |                      |
            Fedlimid              
Enna
      
Conall
      Ailill      
Adamair
                 Dichun
            Forthriun            
Aignech
 
Collamrach
    Érainn         |                  Uairidnach
                |                   |                     |            |                      |
            
Crimthann
            Labraid              Feradach        
Nia
                  Rudraige
             
Coscrach
             Lorc                    |         
Segamain
                  |
                |                   |                     |            |                      |
            Mog Art             Blathacht               Forga       
Innatmar
               Dubthach
                |                   |                     |            |                      |
               Art               Esamain                Maine       
Lugaid
                 
Cairbre

                |                 Eamna                   |         
Luaigne
               
Cinnchait

                |                   |                     |            |
              Elloit              Rogen                Airndil      Cairbre
                |                 Ruadh                   |          Lusc
                |                   |                     |            |
              Nuada             Fionnloch             Roithriun      
Duach

             Fullon                 |                     |       
Dallta Dedad

                |                   |                     |
             Feradach             Fionn                 Triun
              Foglas          ______|______               |
                |             |           |               |
             Ailill        
Eochaid
     
Eochaid
         Roisin
              Glas        
Feidlech
      
Airem
             |
                |             |                           |
              Fiacha      
Findemna
                       Sin
             Foibric          |                      _____|_____
                |             |                      |         |
              Bresal       
Lugaid
                 Degaidh   Eochaid
               Brec      
Riab nDerg
                  |         |
                |             |                      |         |
             Lugaid       
Crimthann
                 Iar     Deitsin
            Loithfinn      
Nia Náir
                  |         |
                |             |                      |         |
              Sedna       
Feradach
                 Ailill   Dluthach
             Sithbac    
Finnfechtnach
                |         |
                |                                    |         |
              
Nuada
                                Eogan     Dáire
              
Necht
                                  |         |
                |                                    |         |
              Fergus                              
Ederscel
 
Fiatach

              Fairge                                 |       
Finn

                |                                    |         |
              Rossa                               
Conaire
    
Fiacha

              Ruadh                                 
Mor
    
Finnfolaidh

                |                                              |
              Fionn                                         
Tuathal

               File                                        
Teachtmhar

                |                                              |
            
Conchobar
                                       
Fedlimid

            
Abradruad
                                       
Rechtmar

                |                                              |
            Mog Corb                                         
Conn

                |                                         
Cétchathach

            Cú Corb
                |
            Nia Corb
                |
             Cormac
          Gelta Gáeth
                |
            Fedlimid
            Firurglas
                |
             
Cathair

               
Mor
```